# 連日清
連日清（1927年12月17日—2022年2月16日），生於臺灣臺北市大同區大稻埕，醫學昆蟲學、生物學家、公共衛生學者。長期研究蚊子與經由蚊子傳播的各種熱帶傳染病，包括瘧疾、登革熱等，有「蚊人」、「蚊子博士」、「臺灣抗瘧之父」之稱。除此之外也對蜻蜓有相當程度之研究。全世界蚊子達3000多種，其中有80多種會傳染疾病，連日清在台灣發現29種蚊子，在其他國家發現2種新種，共發現31種。

## 生平
1927年12月17日，連日清生於日治台灣台北州台北市大稻埕（今台北市大同區）。他的祖父原本家境富裕，但因爆發鼠疫，連家在三天內失去五位家人，之後家道中落。他的父母生了15位子女，連日清為長子，需要負擔家計。
1942年3月，連日清畢業於台北市太平公學校高等科（相當於初二），至臺北帝國大學熱帶醫學研究所熱帶病學科（臺灣總督府中央研究所）擔任臨時雇工。昆蟲研究室主任大森南三郎教授要求他擔任英文打字員，但連日清連英文字母都不認識。大森南三郎親自指導他學習英文，以及如何辨認蚊子種類。在大森南三郎教授的鼓勵下，連日清進入進入台北財團法人私立成淵中學夜校（今臺北市立成淵高級中學前身）半工半讀。同年，爆發登革熱疫情，台灣有500萬人罹患此病，熱帶醫學研究所投入防治研究，在收集蚊蟲檢體時，連日清因此感染登革熱，但也讓他立志成為蚊蟲學家。
1945年，連日清在高中夜校畢業，被日軍徵召入伍。在防瘧部隊中，協助抗瘧顧問小泉清明採集瘧蚊幼蟲，在小泉清明發表的論文中，將連日清列名第二作者。同年，日本宣布投降，結束太平洋戰爭。中華民國政府接收台灣。
1946年，接任熱帶醫學研究所所長的學者洪式閭看到小泉清明的論文，鼓勵連日清將它改寫成中文。但連日清中文不好，最終改寫成英文論文發表。因為國共內戰，國民政府缺乏經費，熱帶醫學研究所發不出薪水，連日清受經濟壓力，改考台灣水泥公司打字員，離開研究工作。因為始終想要投入學術工作，1948年，連日清在家境略為好轉後，決定全職就讀台灣省立師範學院英語系。
1955年，進入臺灣省瘧疾研究所，致力於防瘧工作，在眾人努力下，1965年11月世界衛生組織宣佈台灣成為全世界第一個「瘧疾根除地區」，是台灣公衛史上一大勝利。連日清在此之後，轉而研究登革熱病媒蚊。
1974年12月臺灣省瘧疾研究所改制為台灣省傳染病研究所，1988年9月併入行政院衛生署預防醫學研究所，期間致力於研究病媒及防疫工作，持續研究病媒蚊的生態，協助防治瘧疾與登革熱。
在美國海軍第二醫學研究所 工作期間，曾與里昂·羅森（Leon Rosen，1926－2008）博士共事，也曾參與日本腦炎相關研究。
1969年，以27種新種蚊子之發現論文集，獲得日本長崎大學醫學博士學位。
1981年，擔任昆蟲醫學技術團團長，前往玻利維亞。
1993年，於行政院衛生署預防醫學研究所退休。
2000年（民國89年）起，多次前往非洲聖多美普林西比民主共和國，協助防瘧工作。

## 著作
- 連日清; 王正雄; 周欽賢.  增訂第二版. 南山堂出版社. 1970-01-01  [2016-07-17]. （原始内容存档于2016-09-19）.

- 連日清; 王正雄; 周欽賢.  第二版. 國立編譯館. 1999-05-01  [2016-07-17]. （原始内容存档于2016-10-06）.

- 連日清. 嵇達德; 翁明輝; 林慧中 , 编. . 藝軒圖書出版社. 2004-12-01: 178頁  [2016-07-17]. ISBN 957-616-795-7. （原始内容存档于2018-08-12）.
- 連日清; 周欽賢; 王正雄. . 臺北市: 南山堂. 2005. ISBN 9579511748.

## 榮譽

### 中华民国勋章奖章
- 三等景星勋章（2011年10月25日于台北总统府颁授[18][19]）
- 特种外交奖章（外交部，2016年11月1日颁授[20]）

### 奖项
- 1991年，獲得二等衛生獎章[4]
- 2007年，獲得一等衛生獎章[5][1]
- 2008年，獲得國立台灣師範大學第八屆傑出校友獎。[21]
- 2010年，獲得醫療奉獻獎[6]

### 褒揚令
2022年3月1日，總統蔡英文偕同副總統賴清德出席告別式，親頒褒揚令，表彰連日清對台灣衛生醫療及醫療外交的卓越貢獻，在告別式中，首先頒發褒揚令，由連日清四子連啟宏代表接受；隨後在司儀引領下於靈前獻花，並行三鞠躬禮致祭，也向家屬慰問致意，包括前副總統陳建仁、總統府秘書長李大維、總統府資政張博雅、農委會主委陳吉仲、外交部次長曾厚仁、考試委員陳錦生及衛生福利部疾病管制署署長周志浩等人都出席這項告別式。褒揚令全文為：

公衛專家連日清，澹泊軒朗，瑋質毓秀。早歲卒業現國立臺灣師範大學英語學系，嗣負笈渡海，獲日本長崎大學醫學博士學位，映雪囊螢，砥淬專攻。歷任行政院衛生署預防醫學研究所研究員兼病媒昆蟲組組長、昆蟲醫學技術團團長等職，支策據梧，理趣悠緬。長期投身蚊蟲生態探求，潛心病媒醫學研究；杜遏瘧疾傳染肆虐，克成全球根除魁首；悉力登革熱防治事宜，裨增國民健康福祉，察異析微，窮源追本；曲突徙薪，明效大驗，爰有「蚊子博士」美稱。尤以耄耋之年，出任中華民國駐聖多美普林西比民主共和國抗瘧顧問團計畫主持人，數度率團協濟遠赴，培訓疫調公衛人員；紓籌脫離瘧病威脅，踐履國際合作重任，德洋澤普，睦誼揚聲，允為我與非洲醫療外交典範。曾獲頒一等衛生獎章、特殊醫療奉獻獎、特種外交獎章暨三等景星勳章等殊榮。綜其生平，仁惠馨德播於寰宇，懋績鴻猷溥乎黎庶，執志積功，景行廣譽；遺緒遐舉，卷帙芳垂。遽聞溘然辭世，軫惜彌殷，應予明令褒揚，用示政府崇禮耆彥之至意。

總　　　統　蔡英文　　　　

行政院院長　蘇貞昌　　　　

## 延伸閱讀
- YouTube上的「大愛電視」DaAiTV：悅讀浮世繪ep.21
- . 《少年牛頓雜誌》10月號/2014 第121期. 2014-10-01  [2016-07-16]. （原始内容存档于2016-08-15）.（條碼：R030045339）
- . 《新紀元》周刊 2010/8/26 第187期. 2010-08-26. （原始内容存档于2016-08-14）.（條碼：R030028523）